# Nachtwächteruhr

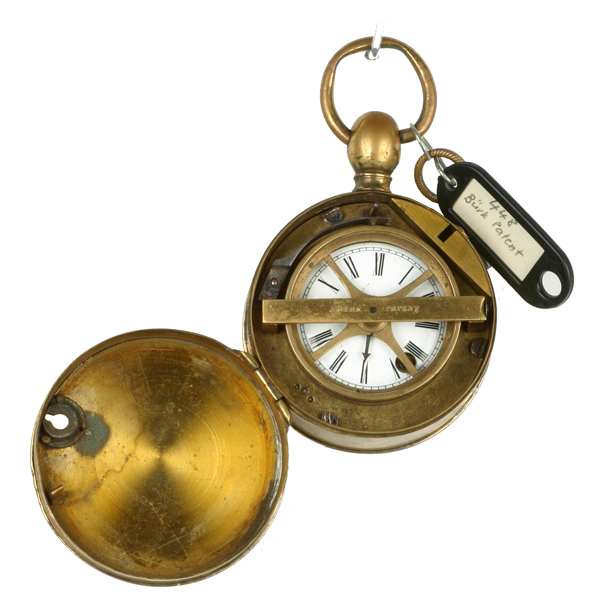
Tragbare Wächterkontrolluhr um 1860 (Württembergische Uhrenfabrik Bürk, Deutsches Uhrenmuseum, Inv.-Nr. 2007-109)

Eine Nachtwächteruhr ist eine mechanische Uhr, mit welcher ein Sicherheitsdienst als Teil eines Wachrundgang-Patrouillensystems regelmäßige Patrouillen protokolliert. Ursprünglich handelte es sich dabei um stationäre Uhren für Nachtwächter. Später war die am häufigsten verwendete Form tragbare mechanische Uhrensysteme, bei welchen ein ortsgebundener Prägestempel mit einem manuellen Stanzwerk in einen Zeit-Lochstreifen gedrückt wurde. In letzter Zeit haben sich RFID-basierte Logbuch-Systeme aufgrund höherer Effizienz und geringerem Gewicht durchgesetzt.

## Samuel Day (1757–1806) 1803 watchman’s regulator
Die 1803 von dem Engländer Samuel Day erfundenen Nachtwächteruhren, Polizei- oder Sicherheitsuhren dienten der Überwachung von Nachtwächtern. Day ging bei seiner Erfindung von der Idee aus, dass die Nachtwächter, wie sie bisher organisiert waren, Einbrüche und Diebstähle eher beförderten als erschwerten, teils weil die Nachtwächter oft schlecht ihren Dienst versehen, teils weil das Abrufen der Stunden und halben Stunden, welches eine Anzeige von ihrer Wachsamkeit sein sollte, den Dieben zum Kennzeichen dient, wie nahe und wie fern die Wächter sind.

“Account of a Time-Piece for registering the Attendance of Watchmen, and for similar Purposes; constructed by Messr. Boulton & Watt, for The Right Honourable Henry Cecil, 1. Marquess of Exeter.
In a letter form his Lordship.
To Mr. William Nicholson
Sir
Having seen Mr. Day’s account of his watchman’s regulator in your Journal, dated June 1, 1803, I think it may be proper to inform you that a clock for a similar purpose has been invented by Messrs Boulton & Watt, Birmingham, which cost no more than thirty Shillings.
I have had two of them above four years.
They go eight days, and have a face like a clock, but do not strike.
The dial goes round, and the hour finger is fixed; round the edge of the dial are moveable iron pins, corresponding with the quarters in each hour.
A small hammer placed behind the hour finger, when moved downwards, pushes into the dial, one of the pins which happen to be under in at the time, which pin retains so abased until the dial nearly returns to the same place, when by an inclosed plane the pin is raised up into its first position. 
This gives time to have the machine examined in the morning, to see how many pins have been struck, and at what time they were pushed downwards.
The hammer is moved by the pulling of a chain with a handle, like house-door-bells, which, by cranks and wires is attached to it.
I have one in my library, the handle is out of doors.
The other machine is placed in a building at the other end of my premises.
I have always two watchmen every night, and they go the round every half hour.
I am, Sir, Your obedient humble servant Marquess of Exeter. Burghley, June 9, 1803.”

„Bericht über einen Regulator (Uhr) für die Registrierung der Anwesenheit von Wächtern und für ähnliche Zwecke; gebaut von Herrn Boulton & Watt, für The Right Honourable Henry Cecil, 1. Marquess of Exeter.
In einem Brief von seiner Lordschaft.
an Herrn William Nicholson
Herr
Da ich habe den Bericht über Samuel Day (1757-1806) Nachtwächter Regulators in Ihrem Journal vom 1. Juni 1803 gessehen habe, halte ich es für angebracht, Ihnen mitzuteilen, dass eine Uhr für einen ähnlichen Zweck von den Herren Boulton & Watt, Birmingham erfunden wurde, die nicht mehr als 30 Schilling#Großbritannien kostet.
Ich habe zwei davon seit über vier Jahren.
Sie gehen acht Tage und haben ein Gesicht wie eine Uhr, aber schlagen nicht.
Das Zifferblatt geht rund und der Stundenzeiger ist fest; um den Rand des Zifferblatts herum befinden sich bewegliche Eisenstifte, die den Vierteln jeder Stunde entsprechen.
Ein kleiner Hammer, der sich hinter dem Stundenzeiger befindet, drückt, wenn er nach unten bewegt wird, in das Zifferblatt, einen der Stifte, der sich gerade darunter befindet, und der Stift behält diese Position bei, bis das Zifferblatt fast an derselben Stelle zurückkehrt, wenn geschlossener Ebene wird der Stift in seine erste Position angehoben.
So hat man am Morgen Zeit, die Maschine untersuchen zu lassen, um zu sehen, wie viele Stifte angeschlagen und zu welcher Zeit nach unten gedrückt wurden.
Der Hammer wird durch das Ziehen einer Kette mit einem Griff bewegt, ähnlich einer Haustürklingel, die mit Kurbeln und Drähten daran befestigt ist.
Ich habe einen in meiner Bibliothek, der Griff ist draußen.
Die andere Maschine steht in einem Gebäude am anderen Ende meiner Räumlichkeiten.
Ich habe immer zwei Wächter jede Nacht, und die gehen jede halbe Stunde die Runde.
Ich bin, Sir, Ihr gehorsamer bescheidener Diener Marquess of Exeter. Burghley, 9. Juni 1803.“

## Nachtwächteruhr von Schwilgué
1849 entwickelte Jean-Baptiste Schwilgué ein Patrouillen-Kontroll-Konzept: Jeder Nachtwächter erhält für jeden Halt an einer Kontrolluhr eine individuelle Lochkarte, die beim Einwurf mit einer Zeitmarke gelocht und gesammelt wird.

## 2,5 kg tragbares Kontrollsystem
Nachtwächteruhren hatten oft eine Papier- oder leichte Pappscheibe oder ein Papierband, das für einen festgelegten Zeitraum eingelegt war, normalerweise 24 Stunden bei Scheibenmodellen und 96 Stunden bei Bandmodellen. Der Benutzer trug die Uhr zu jedem Kontrollpunkt, an dem ein nummerierter Schlüssel angebracht war (normalerweise angekettet, um sicherzustellen, dass der Benutzer anwesend war). Dieser Schlüssel wurde dann in die Uhr eingeführt, gedreht und die Scheibe mit der Schlüsselnummer bedruckt. Auf der Papierscheibe oder dem Band waren die Zeiten vorgedruckt und der Schlüssel prägte die Schlüsselnummer auf die entsprechende Zeit ein. Nach der Schicht (oder einer bestimmten Zeitspanne, bis zu 96 Stunden im Fall der Detex Guardsman-Uhren) würde eine autorisierte Person (normalerweise ein Vorgesetzter) die Uhr entriegeln und die Diskette oder das Band entnehmen und eine neue einlegen. Bei Uhren der Marke Detex würde jedes Mal, wenn der Deckel geöffnet oder geschlossen wird, eine mechanische Vorrichtung die Scheibe oder das Band zum aktuellen Zeitpunkt durchbohren, wenn eine Scheibe mehr als zwei Perforationen hatte, bewies es, dass die Uhr geöffnet wurde und möglicherweise manipuliert oder Aufzeichnungen gefälscht.

Die etwa 2,5 Kilogramm schwere runde Nachtwächteruhr war in einem schwarzen Lederetui eingeschlossen, das an einem Lederband befestigt war und über der Schulter getragen wurde. In Gebäuden, die in der Nähe von Türen angebracht waren, befanden sich Uhrenstationen, die aus einer kleinen Metallbox mit einem aufklappbaren Deckel bestanden, die einen nummerierten Schlüssel enthielt, der an einer 12-Zoll-Kette befestigt war. Der Wächter steckte den Schlüssel in die Uhr, drehte ihn und drückte einen numerischen Stempel auf eine Papierrolle oder -scheibe, die in der Uhr eingeschlossen war.

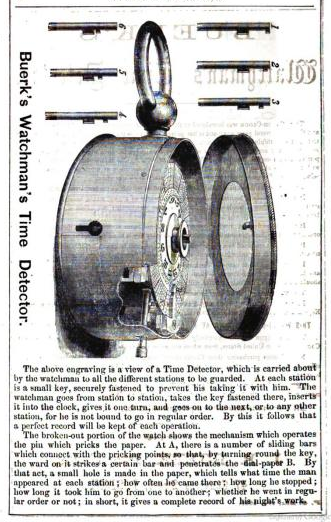
Württembergische Uhrenfabrik Bürk, Nachtwächter-Kontrolluhr 1868

## DETEX CORPORATION, der Konzentrationsprozess in den USA
Die DETEX CORPORATION hat ihren Ursprung in einem Vorgängerunternehmen, das 1878 von Abraham A. Newman gegründet wurde, um stationäre Uhren herzustellen und zu verkaufen.
1923 wurde die Newman Clock Company mit der Watchman's Clock and Supply Company, der Eco Clock Company und der Watch Clock Division von Hardinge Brothers, Inc. konsolidiert. und nahm den Namen NEWMAN WATCHCLOCK CORPORATION an. Einige Monate später wurde der Name in DETEX WATCHCLOCK CORPORATION geändert, um den bestehenden Hardinge- und Eco-Benutzern zu betonen, dass das Unternehmen nicht die alte Newman Clock Company war.
Durch eine Reihe von Produktverbesserungen im Laufe der Jahre modernisierte das Unternehmen seine mechanische Uhrenlinie. Es gab 4 Modelle: Das GUARDSMAN-Bandmodell mit der Fähigkeit zur kontinuierlichen Registrierung von bis zu 96 Stunden; die NEWMAN Watchclock, ein 24-Stunden-Zifferblatt; die SAF-T-CHEK, eine stationäre Uhr mit 7-Tage-Zifferblattregistrierung, und die NEWMAN Quartz, ein 24-Stunden-Zifferblattmodell mit Quarzwerk.
Detex blieb bis 1963 hauptsächlich Hersteller und Vertreiber von Watchman's Clock Systems, als das Unternehmen erstmals eine neue Produktlinie von Sicherheitshardware auf den Markt brachte und in den Bereich der Bauhardware einstieg. Diese Produkte sind in erster Linie für den Einsatz bei der Kontrolle von Ausgängen und Eingängen in Industrie-, Gewerbe-, Institutions- und Bildungsgebäuden bestimmt. Als Folge dieser Interessenserweiterung wurde 1964 das Wort „WATCHCLOCK“ aus dem Firmennamen entfernt und die DETEX CORPORATION zur offiziellen Firmenbezeichnung.

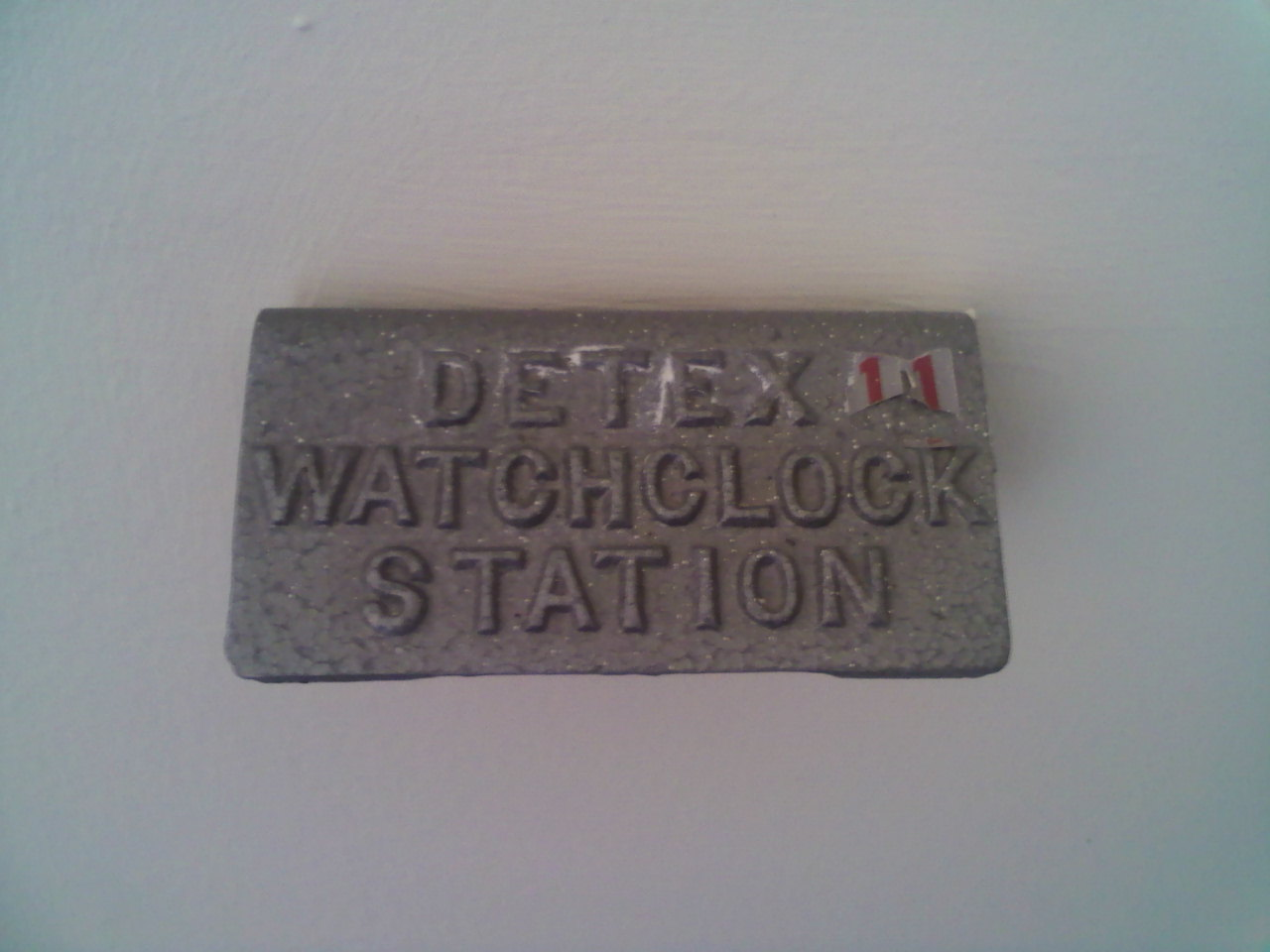
Detex Nachtwächteruhren-Station geschlossen
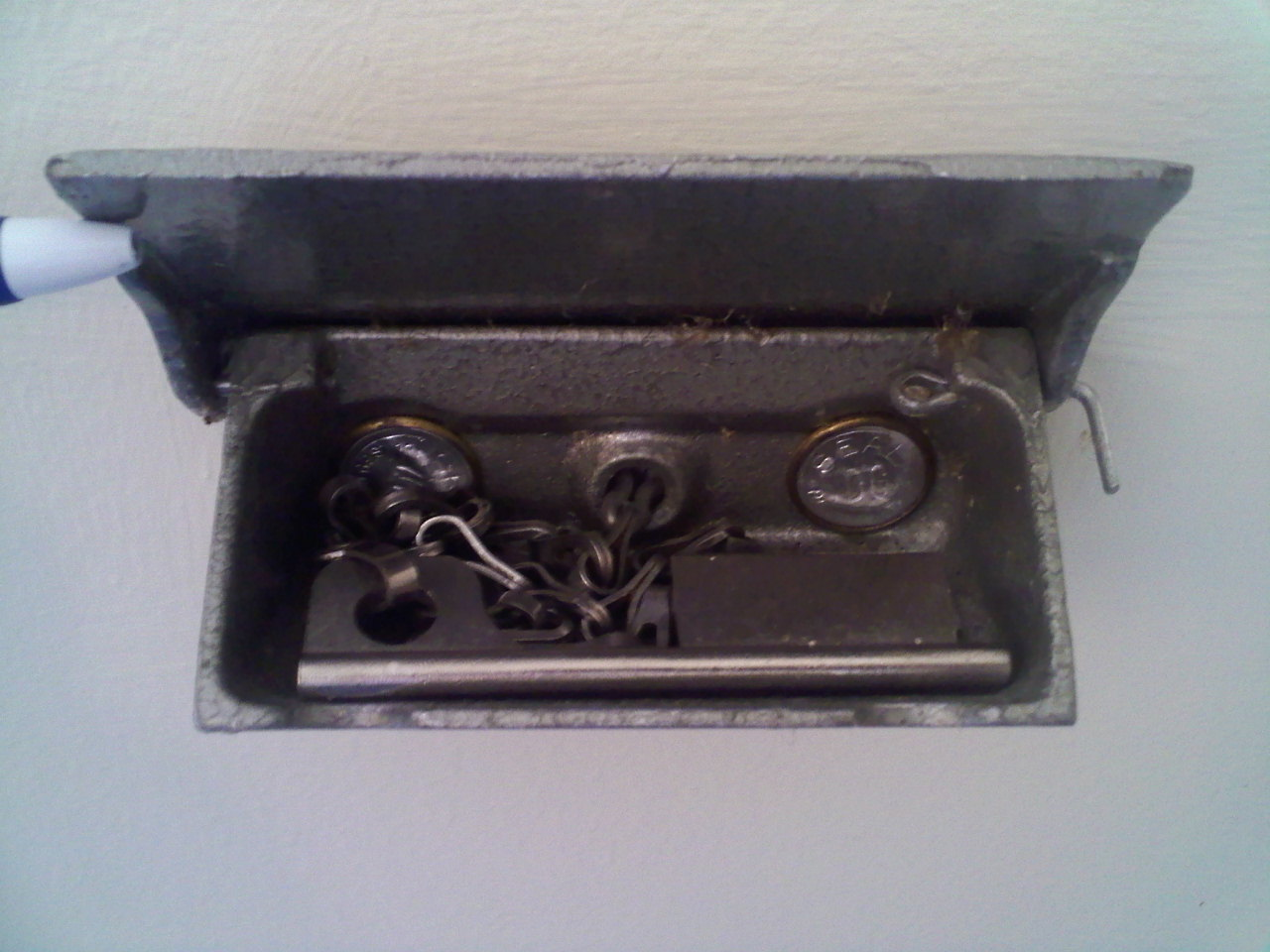
Detex Nachtwächteruhren-Station geöffnet
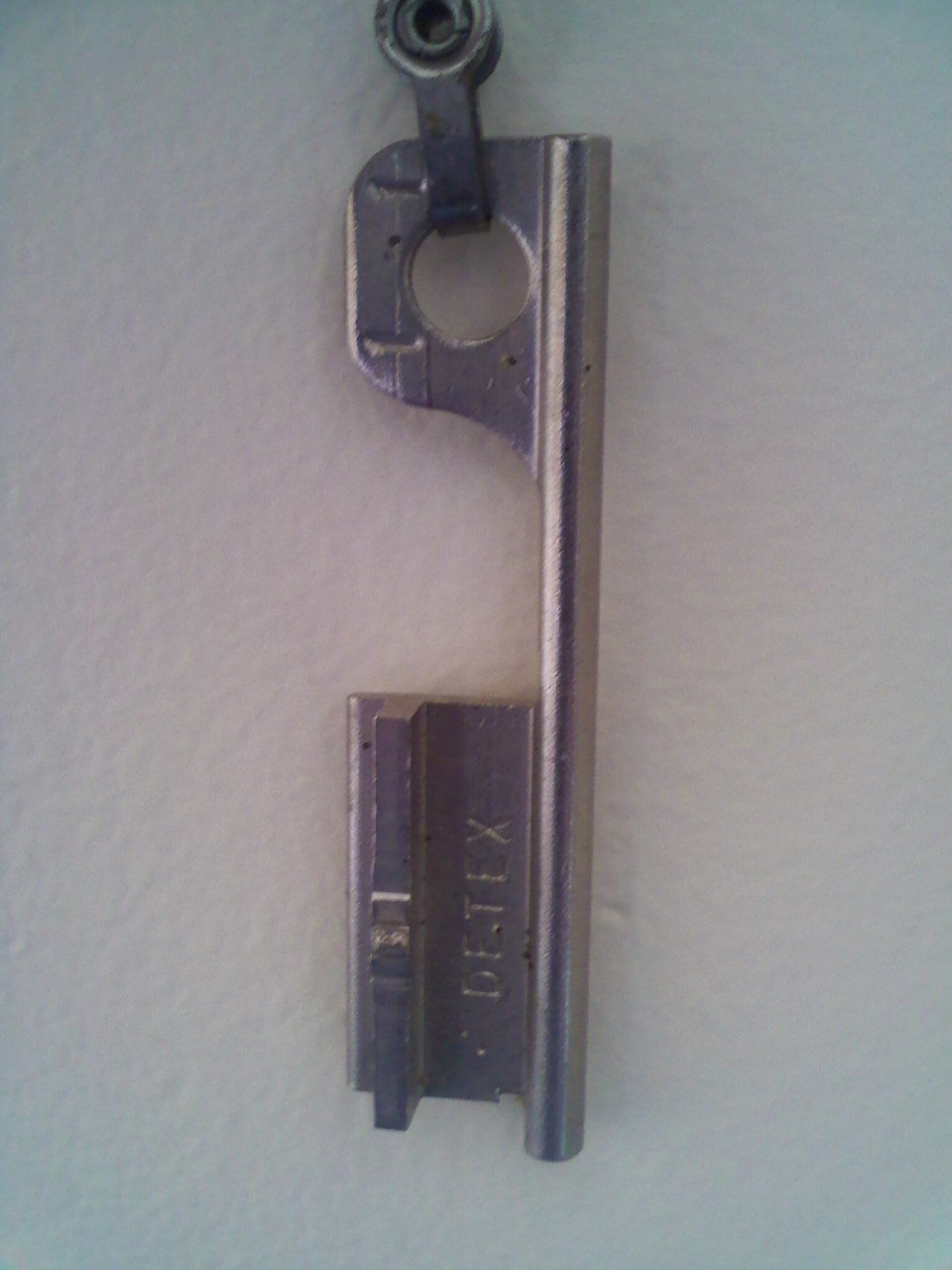
Detex Nachtwächteruhren-Station Schlüssel
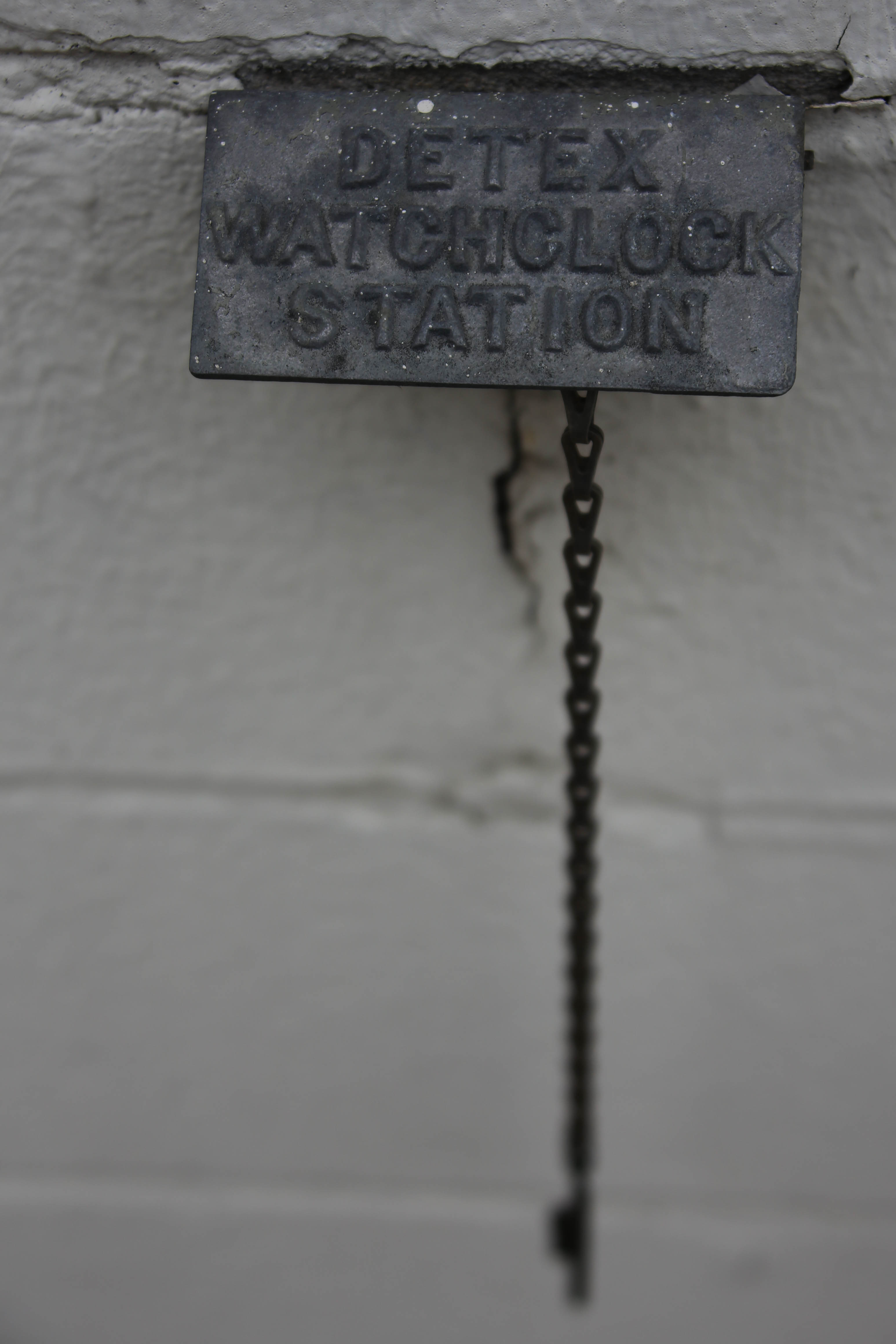
Nachtwächteruhren-Station mit einem an einer Kette hängenden Schlüssel

## RFID-basierte Handholds
Das Durchsetzen RFID-basierter Logbücher führte dazu, dass der umsatzstärkste US-amerikanische Nachtwächer-Uhrenhersteller Detex zum 31. Dezember 2011 seine gesamte Produktion an mechanischen Uhren einstellte, einschließlich der seit 1881 hergestellten Detex Newman.